# Assistente ecclesiastico
L'assistente ecclesiastico è il vescovo o presbitero che funge da guida spirituale di un'associazione di laici cattolici o che è presente in un'istituzione ufficialmente riconosciuta, dall'autorità competente, come "cattolica" (ad esempio, un'università). In alcune associazioni viene spesso abbreviato con A.E.
Tale figura, prevista dallo statuto o regolamento della singola associazione o istituzione, ha il compito di rendere presente la funzione di guida che il ministero ordinato svolge a vantaggio dei fedeli, con il richiamo al Vangelo e al magistero ecclesiale; è anche un ruolo di raccordo tra la presidenza o la direzione dell'istituzione, svolta dai laici e regolata da criteri di ispirazione democratica, e il governo ecclesiale, che è compito del clero.
Tra le varie associazioni in cui la figura dell'assistente ecclesiastico è di particolare importanza, si citino l'Azione Cattolica e lo scautismo cattolico (ad es., l'AGESCI e l'FSE). Anche l'Università Cattolica ha uno o più assistenti ecclesiastici, così come le organizzazioni sindacali di ispirazione cristiana (per l'Italia: ACLI, Coldiretti, ecc.).